# Magdalena Grodzka-Gużkowska

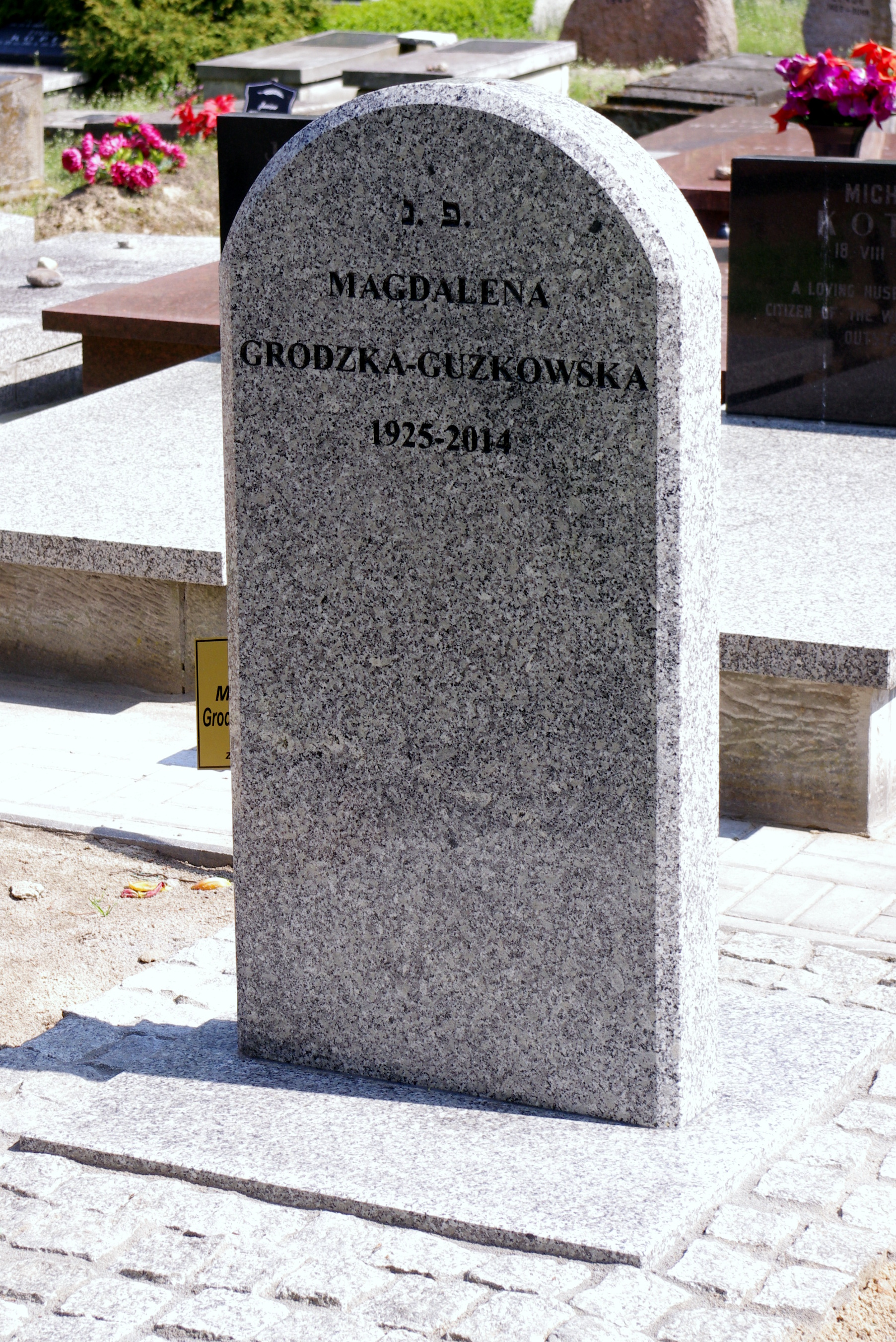
Grób pisarki Magdaleny Grodzkiej-Gużkowskiej na Cmentarzu żydowskim przy ul. Okopowej w Warszawie

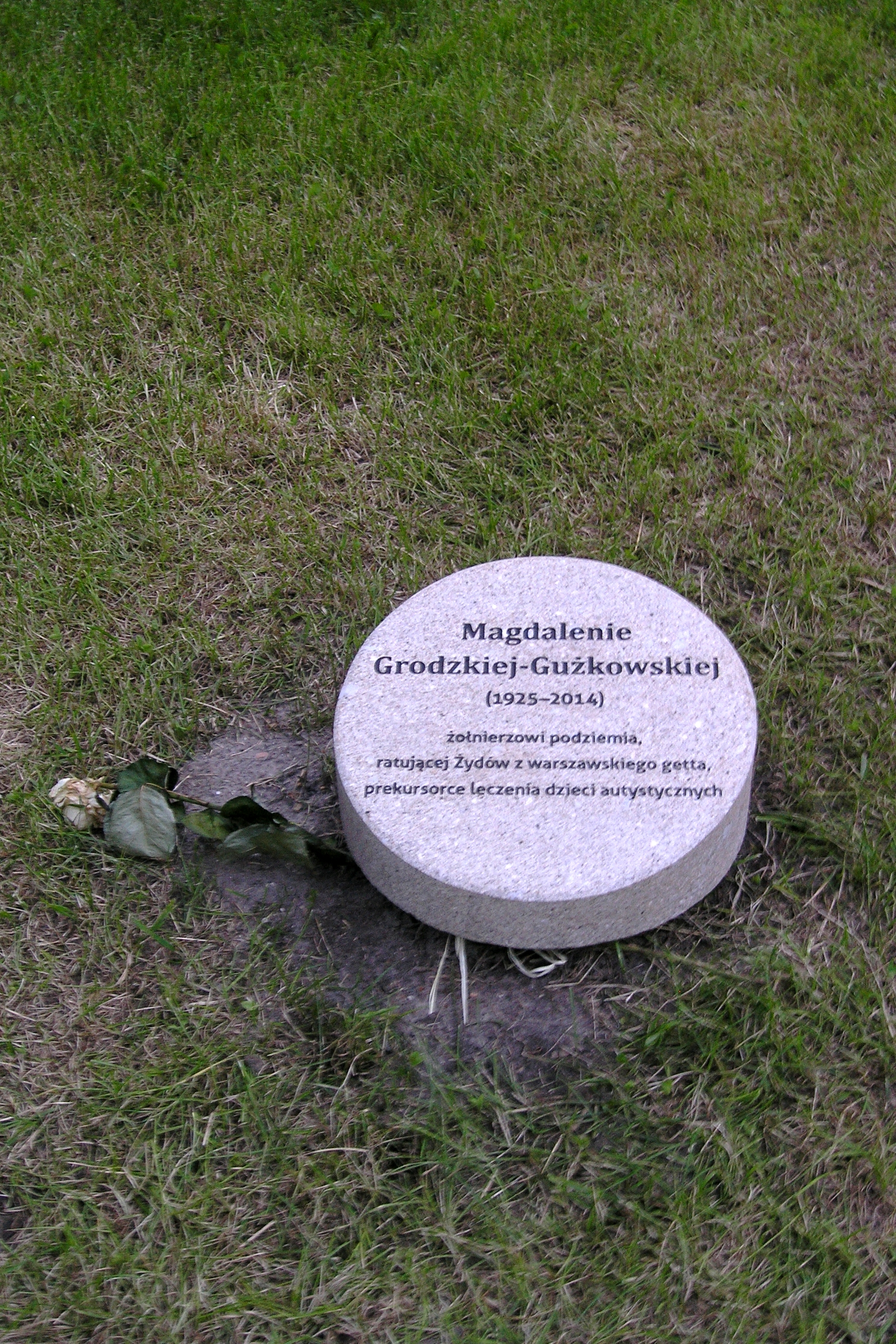
Obelisk upamiętniający Magdalenę Grodzką-Gużkowską w Ogrodzie Sprawiedliwych w Warszawie

Magda Grodzka-Gużkowska z domu Rusinek (ur. 7 stycznia 1925, zm. 6 stycznia 2014) – polska pisarka, terapeutka dzieci autystycznych i działaczka społeczna, uczestniczka powstania warszawskiego, działaczka Żegoty, odznaczona tytułem Sprawiedliwy wśród Narodów Świata.

## Życiorys
Magda Grodzka-Gużkowska urodziła się 7 stycznia 1925 roku. Jej ojcem był polski polityk i działacz społeczny Zygmunt Rusinek. Ze strony matki była pochodzenia żydowskiego. Uczęszczała do endeckiej szkoły Cecylii Plater-Zyberk. Była harcerką ZHP. 
Po ataku III Rzeszy na Polskę jej ojciec opuścił kraj wraz z rządem polskim. Po wyjeździe ojca samodzielnie opiekowała się uzależnioną od morfiny matką oraz mającą zaburzenia psychiczne siostrą. Podczas II wojny światowej działała w konspiracji w Armii Krajowej. Była członkiem  II Oddziału informacyjno-wywiadowczego Komendy Głównej Armii Krajowej pod dowództwa Kazimierza Osmeckiego ps. Iranek i działała w grupie wykonującej wyroki śmierci. Współpracowała także Żegotą. Zajmowała się uczeniem Żydów wyciągniętych z getta funkcjonowania po stronie aryjskiej oraz opieką nad żydowskimi dziećmi ratowanymi przez Żegotę. 
Wzięła udział w powstaniu warszawskim. Wraz z narzeczonym Romanem Grodzkim służyła w Batalionie "Kiliński". 1 sierpnia 1944r. wybuch powstania warszawskiego zaskoczył ich pod domem rodziców Romana Grodzkiego przy ul. Książęcej. Cudem uniknęli rozstrzelania przez oddział własowców. Wkrótce udało im się dołączyć do oddziału. Po kapitulacji powstania trafiła do obozu w Lamsdorfie. Potem przebywała w obozie Muhlbergu i Blankenheimie. Po wyzwoleniu obozu w Blankenheimie przez wojska amerykańskie została tłumaczką oficerów gen. Pattona. 
Po wyzwoleniu dzięki pomocy Bronisławy Wysłouchowej dostała się do Włoch, gdzie odnalazła narzeczonego i ojca. Wraz z nimi wyemigrowała do Wielkiej Brytanii, a potem do Kanady. W latach 70. powróciła do Polski wraz z ojcem i drugim mężem Krzysztofem Gużkowskim.
Była dwukrotnie zamężna: z Romanem Grodzkim i z Krzysztofem Gużkowskim. Z pierwszego małżeństwa miała dwóch synów: Jana i Andrzeja
Wraz z Krzysztofem Gużkowskim prowadziła terapię dzieci autystycznych i ich rodzin. Jest autorką książek dotyczących autyzmu Dziecko autystyczne. Dziennik terapeuty i Płacz bez łez, a także autobiografii Szczęściara.
W 2008 roku została uhonorowana tytułem Sprawiedliwy wśród Narodów Świata. W listopadzie 2008 została odznaczona Krzyżem Komandorskim Orderu Odrodzenia Polski. W 2011 otrzymała Nagrodę im. Ireny Sendlerowej.
Zmarła 6 stycznia 2014, została pochowana na Cmentarzu żydowskim przy ul. Okopowej w Warszawie. 5 czerwca 2014 w warszawskim Ogrodzie Sprawiedliwych odsłonięto kamień upamiętniający jej osobę i posadzono drzewo pamięci.

## Kinematografia
W 2010 niemiecka reżyser Irma Stelmach nakręciła 30-minutowy film o Magdalenie Grodzkiej-Gużkowskiej pt. Magda.